# 香港島專線小巴40線
香港島專線小巴40線是香港一條來往赤柱、淺水灣、深水灣至銅鑼灣的24小時小巴路線，由進智公交營運。
一向以來，赤柱及淺水灣居民只能乘搭班次疏落而迂迴的中巴（後改由新巴營辦）的63（不經香港仔隧道）及65號線（經香港仔隧道）往來銅鑼灣，因此本路線投入服務後，方便赤柱及淺水灣居民以直接的途徑往來銅鑼灣區，也方便往來南區海灘及赤柱遊玩的市民，完全取代新巴63及65的地位。擁有高客量。
本線另設立特快線40X，起訖點與主線40路線相同，惟不經大潭道迴旋處及赤柱正灘。而小巴公司只會在小巴車頭插上紙牌識別此線為40X，其電牌和牌布仍然會顯示為40。

## 歷史
- 1992年：40線開辦。
- 2000年2月28日：改經舂磡角、馬坑及赤柱廣場。
- 2009年7月4日：推出與56線轉乘本線（或相反）之八達通轉乘優惠。
- 2009年10月19日：不經赤柱正灘的班次被命名為40X線，在車頭會被插上紙牌，以茲識別。
- 2011年12月12日：調整收費，全程收費由$9調整至$9.6（通宵班次則由$11調整至$12），而淺水灣前往銅鑼灣的分段收費由$6.5調整至$7.2（通宵班次則由$9調整至$9.6），另取消由跑馬地馬場往赤柱的分段收費。[1]
- 2013年4月28日：調整收費，全程收費由$9.6調整至$10（通宵班次則由$12調整至$13.2），而部份分段收費由$4.5-$7.2調整至$4.9-$8不等（通宵班次則由$6.5-$9.6調整至$7-$10不等）。
- 2015年7月12日：調整收費，全程收費由$10調整至$10.8（通宵班次則由$13.2調整至$14.5），而分段收費由$1-$7.2調整至$2-$8.9不等（通宵班次則由HK$7-$10調整至$8.6-$10.9不等）。
- 2016年1月24日：40及40X線銅鑼灣總站將由登龍街遷至渣甸街。

## 客流量
本路線班次頻密，客量也很高，故即使班次頻密，也經常全車爆滿，同時是進智公交3條班次最頻密路線之一（另外2條是4C線（銅鑼灣-石排灣）及481線（火炭-荃灣））。由於假日本線都會有大量乘客往深水灣至赤柱一帶泳灘游泳，所以假期的會客量比平日多。營辦商更將本線改為24小時服務，方便赤柱、淺水灣及深水灣居民在深宵來往港島心臟地帶，為該區唯一24小時服務的公共交通工具，而且全線派出27輛長陣高背豐田小巴並配高背座椅，為本線提高服務質素。

## 收費
- 全程收費：$10.8
  - 淺水灣往銅鑼灣（渣甸街）：$8.9
  - 過香港仔隧道後往銅鑼灣（渣甸街）：$1.7
  - 黃竹坑道往赤柱村：$6.9
  - 淺水灣往赤柱村：$5.6
  - 環角道往赤柱村：$4.2
  - 赤柱村來往赤柱（懲教署）：$2.0

| - 本線大小同價。 - 乘客可以現金或八達通於上車時付款，不設找續。 - 65歲或以上長者使用長者或個人八達通（包括「樂悠咭」），合資格殘疾人士使用「殘疾人士身份」個人八達通卡繳付車資，以及60至64歲香港居民使用「樂悠咭」，均可享有每程劃一$2.0的政府長者及合資格殘疾人士公共交通票價優惠計劃。 - 乘客若繳付分段收費，請通知車長調校八達通機。 - 長者現金優惠收費： - 赤柱村往淺水灣泳灘：$2.0 - 銅鑼灣（渣甸街）往跑馬地馬場：$2.0 |

### 八達通轉乘優惠
- 40↔56：由本路線往銅鑼灣方向於上車後1小時內轉乘上述路線往北角方向，或由上述路線轉乘本路線往赤柱方向，第二程車費減收$1。

## 行車路線
| 赤柱開 | 赤柱開               | 赤柱開     | 銅鑼灣開 | 銅鑼灣開             | 銅鑼灣開   |
| 序號   | 主要車站位置         | 街道       | 序號     | 主要車站位置         | 街道       |
| ------ | -------------------- | ---------- | -------- | -------------------- | ---------- |
| X1     | 赤柱監獄小巴總站     | 東頭灣道   | 1        | 渣甸街小巴總站       | 渣甸街     |
| X2     | 聖士提反書院         | 東頭灣道   | 2        | 堅拿道巴士專線       | 堅拿道東   |
| X3     | 惠康超級市場         | 赤柱村道   | 3        | 跑馬地馬場           | 摩利臣山道 |
| 1      | 赤柱正灘小巴總站     | 赤柱灘道   | 4        | 黃竹坑新圍           | 黃竹坑道   |
| 2      | 赤柱廣場             | 赤柱廣場   | 5        | 香港鄉村俱樂部       | 黃竹坑道   |
| 3      | 馬坑邨駿馬樓         | 環角道     | 6        | 深水灣泳灘           | 香島道     |
| 4      | 龍欣苑龍俊閣         | 環角道     | 7        | 蒲苑                 | 香島道     |
| 5      | 龍欣苑龍騰閣         | 環角道     | 8        | 香島小築             | 香島道     |
| 6      | 馬坑邨觀馬樓         | 環角道     | 9        | 麗景道               | 淺水灣道   |
| 7      | 龍德苑               | 環角道     | 10       | 淺水灣泳灘(影灣園)   | 淺水灣道   |
| 8      | 觀音寺               | 環角道     | 11       | 保華大廈(淺水灣別墅) | 淺水灣道   |
| 9      | 柏濤小築             | 環角道     | 12       | 海堤花園(The Lily)   | 淺水灣道   |
| 10     | 環角徑               | 環角道     | 13       | 赫蘭道               | 淺水灣道   |
| 11     | 海天徑               | 舂磡角道   | 14       | 舂磡角道11號         | 舂磡角道   |
| 12     | 舂坎角消防局         | 舂磡角道   | 15       | 舂坎角消防局         | 舂磡角道   |
| 13     | 舂磡角變電站         | 舂磡角道   | 16       | 靜修里               | 舂磡角道   |
| 14     | 舂磡角道11號         | 舂磡角道   | 17       | 環角道               | 舂磡角道   |
| 15     | 赫蘭道               | 淺水灣道   | 18       | 環角徑               | 環角道     |
| 16     | 淺水灣道110號        | 淺水灣道   | 19       | 柏濤小築             | 環角道     |
| 17     | 海堤花園(The Lily)   | 淺水灣道   | 20       | 觀音寺               | 環角道     |
| 18     | 淺水灣別墅(保華大廈) | 淺水灣道   | 21       | 馬坑邨觀馬樓         | 環角道     |
| 19     | 淺水灣泳灘(影灣園)   | 淺水灣道   | 22       | 龍欣苑龍騰閣         | 環角道     |
| 20     | 麗景道               | 淺水灣道   | 23       | 龍欣苑龍俊閣         | 環角道     |
| 21     | 香島小築             | 香島道     | 24       | 馬坑邨駿馬樓         | 環角道     |
| 22     | 蒲苑                 | 香島道     | 25       | 赤柱廣場             | 赤柱廣場   |
| 23     | 深水灣泳灘           | 香島道     | 26       | 赤柱市集             | 赤柱村道   |
| 24     | 香港鄉村俱樂部       | 黃竹坑道   | 27       | 赤柱警署             | 赤柱村道   |
| 25     | 海洋公園停車場       | 黃竹坑道   | 28       | 香港航海學校         | 東頭灣道   |
| 26     | 太平洋帆船酒店       | 摩利臣山道 | 29       | 聖士提反書院         | 東頭灣道   |
| 27     | 禮頓中心             | 禮頓道     | 30       | 赤柱監獄             | 東頭灣道   |
| 28     | 新會道               | 禮頓道     | 31       | 惠康超級市場         | 赤柱村道   |
| 29     | 嘉蘭中心             | 邊寧頓街   | 32       | 赤柱正灘             | 赤柱村道   |
| 30     | 渣甸街小巴總站       | 渣甸街     |          |                      |            |

黃色底的車站只適用於40線及N40線，而粉藍色底的車站只適用於40X線。

## 服務時間
40系常規班次
| 40/N40   | 40/N40      | 40/N40  |
| 方向     | 服務時間    | 班次    |
| -------- | ----------- | ------- |
| 赤柱開   | 06:00-00:00 | 10-15分 |
| 赤柱開   | 00:00-06:00 | 10-15分 |
| 銅鑼灣開 | 06:00-00:00 | 10-15分 |
| 銅鑼灣開 | 00:00-06:00 | 10-15分 |

| 40X              | 40X      | 40X         | 40X  |
| 日期             | 方向     | 服務時間    | 班次 |
| ---------------- | -------- | ----------- | ---- |
| 星期一至六       | 赤柱開   | 06:00-00:00 | 3-8  |
| 星期日及公眾假期 | 赤柱開   | 06:00-00:00 | 4-9  |
| 星期一至六       | 銅鑼灣開 | 06:00-00:00 | 3-8  |
| 星期日及公眾假期 | 銅鑼灣開 | 06:00-00:00 | 4-9  |

40線馬坑邨駿馬樓開出的特別班次
馬坑邨駿馬樓→銅鑼灣（渣甸街）

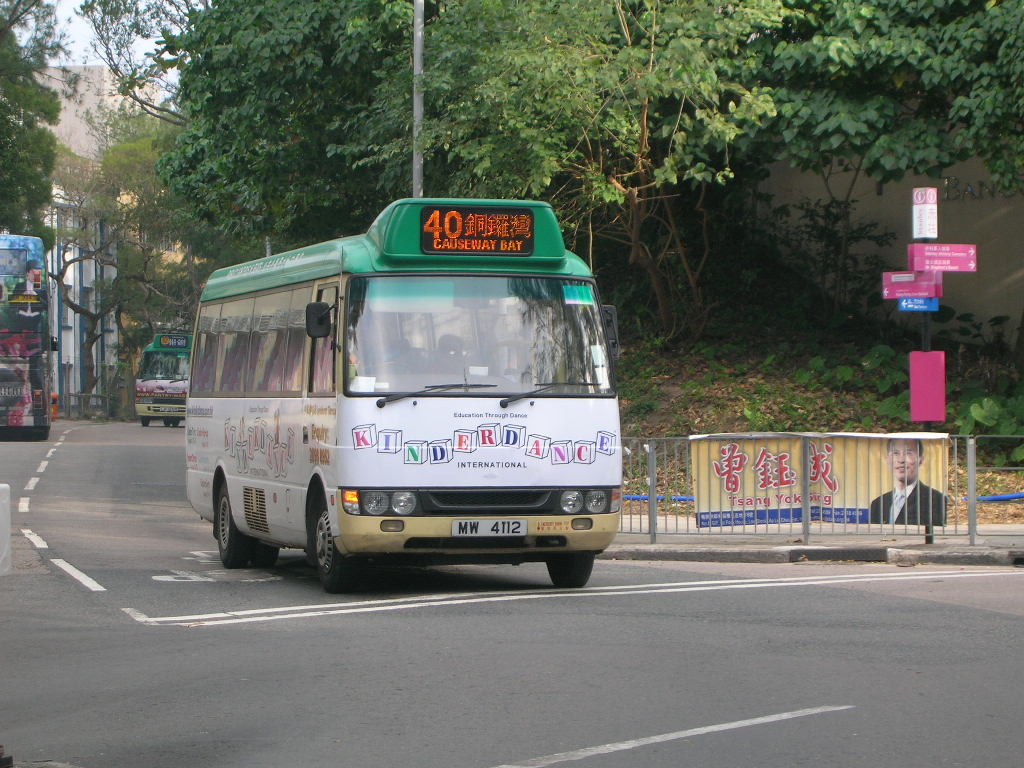
車牌MW4112原本是行走45A線，於逢星期六中午起、星期日及公共假期全日，例必調派至40線,此車已經借調到66/66A/68線。

- 星期一至五：07:15、07:25、07:30、07:45、08:00、08:15、08:30、08:45

星期六、星期日及公眾假期暫停服務

## 路線相關
- 本路線設有通宵班次，全程車資為$14.5，循環線形式，往赤柱方向，經赤柱峽道後先到馬坑邨短暫停留，再經赤柱市集、赤柱監獄及赤柱峽道(不再入馬坑邨)返回原線往市區，不經舂坎角。

## 備註
逢星期六、日及公共假期，會因應乘客需求調動其他小巴（主要是39M）調派本線行走

## 相關事件
- 2005年11月13日：2輛分別往銅鑼灣（登龍街）及赤柱監獄方向的豐田Coaster在淺水灣道迎頭相撞，16人受傷[2][3]。
- 2012年7月14日：凌晨四時許，一輛往銅鑼灣（登龍街）方向的豐田Coaster（LN3982）在銅鑼灣羅素街失控撞向路旁一個正進行髹漆工程的升降台，一名工人受傷[4]。
- 2013年3月3日：上午九時許，一輛往赤柱監獄方向的豐田Coaster在環角道龍欣苑對開與一輛的士相撞後，的士衝向路邊鐵欄，小巴則越過對面線掃毀路邊鐵欄，再撞向花槽一棵樹始告停下，兩車司機半昏迷送院[5]。
- 2014年4月23日：下午一時許，一輛往銅鑼灣（登龍街）方向的三菱Rosa（MT8031）在淺水灣道近南灣道與一輛失控越線的駐港解放軍客貨車相撞，4人受傷[6][7]。
- 2015年1月13日：凌晨二時許，一輛往赤柱監獄方向的豐田Coaster（KX1778）在赤柱村道因天雨路滑，失控撞向南郊別墅停車場出入口外牆，包括司機在內共六人受傷[8][9]，肇事小巴已於同年3月中除牌。